# Merföld
Merföld war ein ungarisches Längenmaß und entsprach der Meile. Alle aufgeführten Maße sind historisch.
- 1 Merföld = 8,354 Kilometer
- 1 Merföld = 8,9374 Kilometer
- 1 Merföld = 8,379 Kilometer